# 大浦兼一
大浦 兼一（おおうら かねかず、1877年（明治10年）5月21日 - 1953年（昭和28年）12月14日）は、大正から昭和期の政治家、華族。貴族院子爵議員。旧名・求。

## 経歴
警視庁警部補であった大浦兼武の長男として生まれる。官僚・政治家として功を挙げた兼武の叙爵に伴い、華族となった。大浦事件後の父の隠居に伴い、1915年（大正4年）8月13日、子爵を襲爵した。
1918年（大正7年）7月10日、貴族院子爵議員に選出され、研究会に所属して活動し、1932年（昭和7年）7月9日まで2期在任した。
1935年1月14日に隠居し、家督は長男・兼次が継承し、同年2月15日、子爵を襲爵した。

## 親族
- 母 コウ（山口直賢長女）[1][2]
- 妻 はつ（稲生豊次郎長女、1899年12月結婚）[1][3]
- 長男 兼次（旧名・武一、子爵）[1]
- 養子 康信（子爵、松平康荘三男）[1]